# EJ 480
EJ 480 (Elektrická Jednotka, тип 480) — електропоїзд постійного струму виробництва компанії Stadler Rail. Випускається на замовлення чеської залізничної компанії LEO Express a.s. для роботи на лініях Прага — Острава — Богумін

## Історія

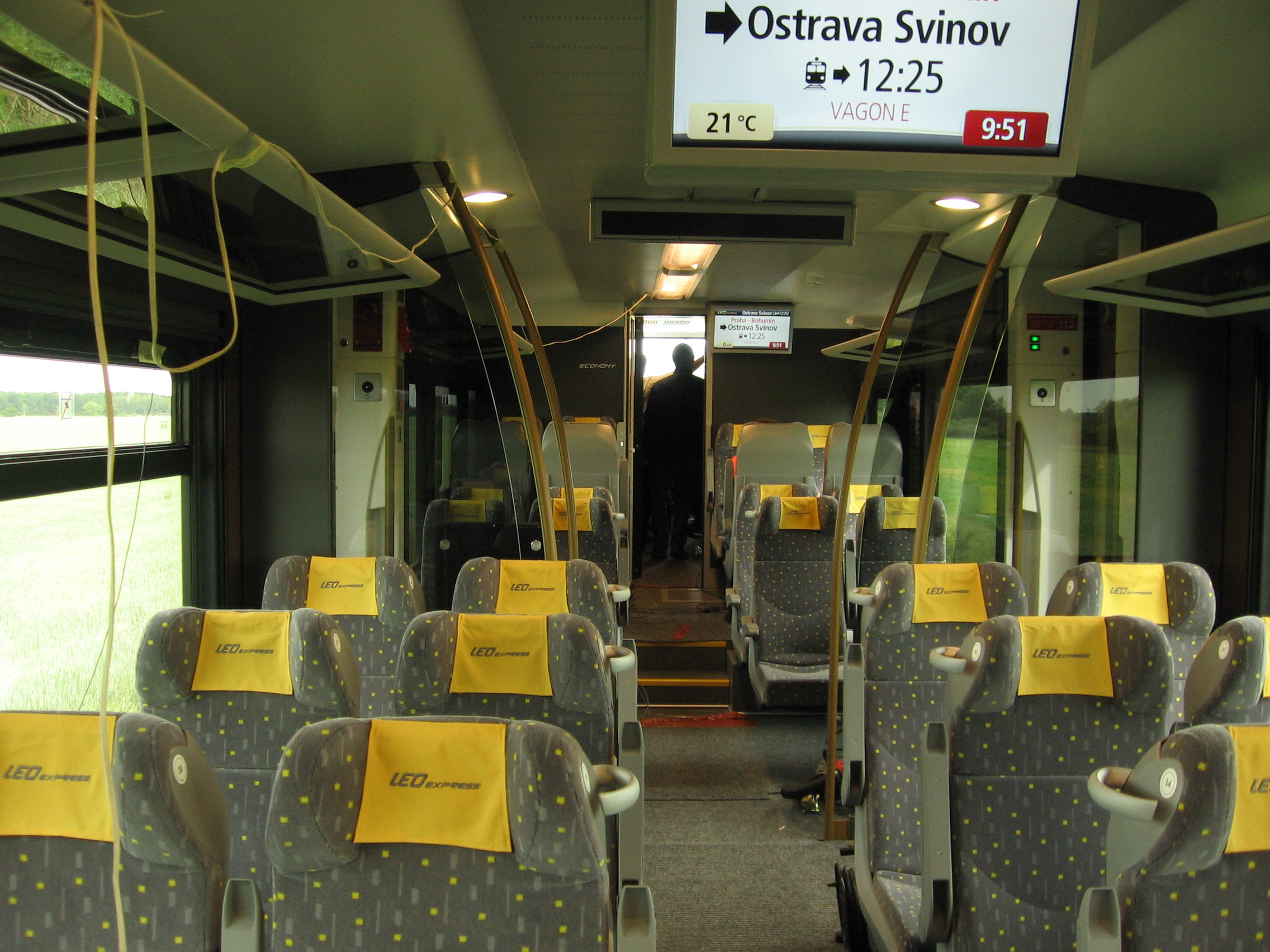
Інтер'єр Stadler Flirt

В жовтні 2010 року компанія LEO Express, уклала угоду з швейцарською компанією Stadler Rail про придбання п'яти електропоїздів Stadler FLIRT.
Перший поїзд виробник повинен був продемонструвати в березні 2012 року. Комплектуючі поїзда виробляються в Угорщині та Польщі, виробництво почалося навесні 2011 року.Інтер'єр кожного поїда має трикласову компоновку і підключення до Інтернету. Економ-клас нараховує 212 місць, бізнес 19 і преміум 6 місць. Загальна вартість п'яти поїздів більше 1,5 млрд крон придбати поїзди вдалося за рахунок кредитних коштів, повернути які LEO Express повинна протягом семи — десяти років.